# Cameron Grimes
Trevor Lee Caddell (Cameron, Carolina del Norte, 30 de septiembre de 1993) es un luchador profesional estadounidense. Es conocido por haber trabajado para la empresa WWE, donde se presentó bajo el nombre de Cameron Grimes. En el circuito independiente, ha laborado con el nombre Trevor Lee para compañías y promociones como Impact Wrestling, Global Force Wrestling (GFW), OMEGA Championship Wrestling, Pro Wrestling Guerrilla (PWG), y WhatCulture Pro Wrestling.  
Entre sus logros, destaca cuatro reinados como Campeón de la División X de TNA, uno como Campeón Mundial en Parejas de TNA, uno como Campeón Mundial en Parejas de la PWG, uno como Campeón del Millón de Dólares, y uno como Campeón Norteamericano de NXT.

## Carrera

### Pro Wrestling Guerrilla (2014-2019)

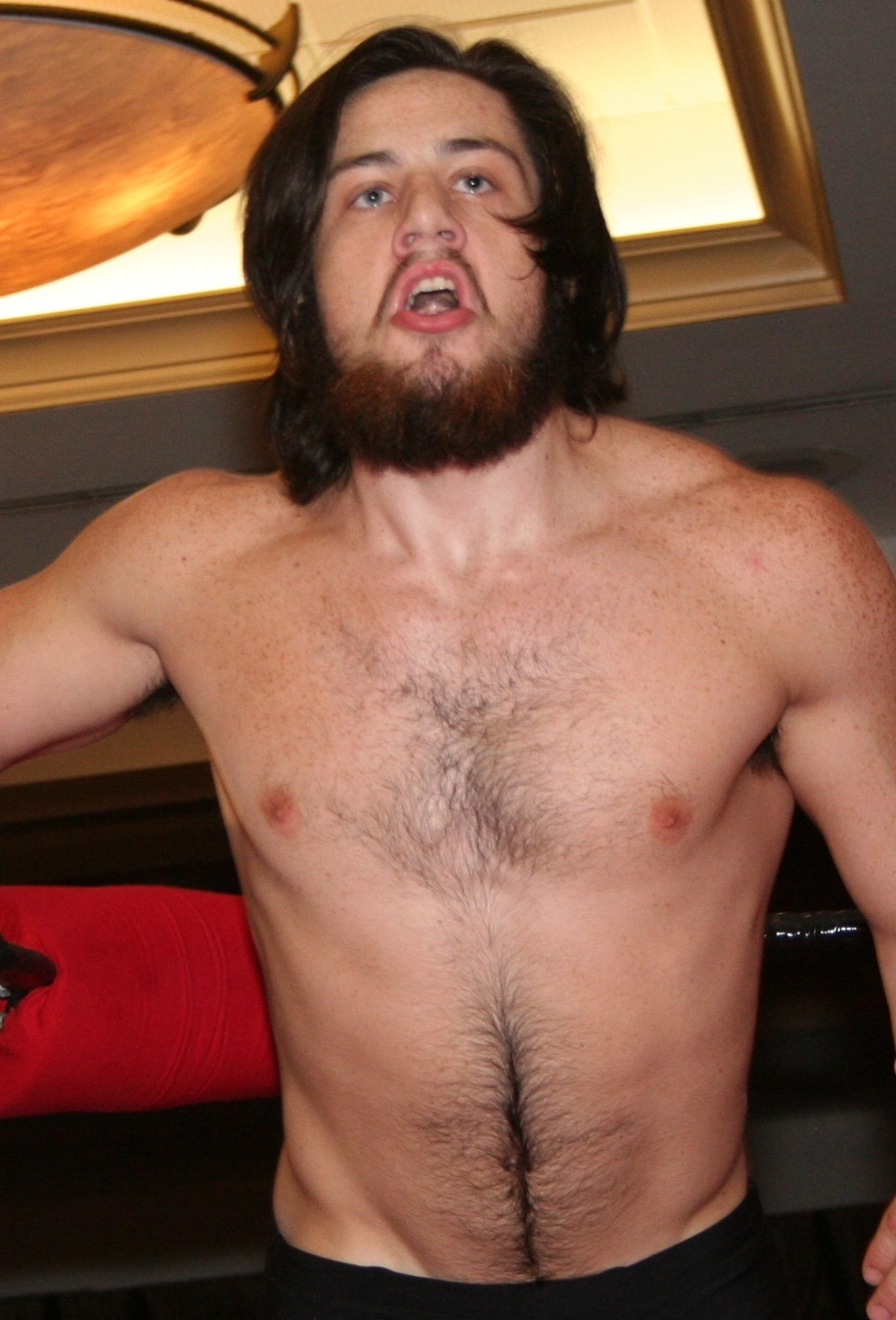
Lee en agosto del 2013

Lee comenzó su carrera trabajando para numerosas promociones independientes, comenzando con CWF-Mid Atlantic en Carolina del Norte. Luego hizo su debut con Pro Wrestling Guerrilla (PWG) el 28 de marzo de 2014 en Mystery Vortex II, perdiendo ante Andrew Everett en un Triple Threat Match que también involucró a Cedric Alexander. Sin embargo, Lee recibió un gran impulso en PWG, derrotando a los principales nombres de la promoción. El 26 de julio de 2014, en Eleven, Lee obtuvo una gran victoria al derrotar al tres veces Campeón Mundial de PWG, Kevin Steen, en su lucha de despedida de Steen para la compañía. Lee fue uno de los 24 participantes en el torneo de Battle of Los Angeles 2014. Lee derrotó a Cedric Alexander en la primera ronda y a Michael Elgin en los cuartos de final, antes de perder finalmente a Johnny Gargano en las semifinales. El 17 de octubre de 2014, en Untitled II, Lee derrotó al campeón mundial de PWG más largo en la historia del título, Adam Cole. El 12 de diciembre de 2014, en Black Cole Sun, Lee derrotó a otro Campeón Mundial de PWG, Chris Hero. El 27 de febrero de 2015, en From Out of Nowhere, Lee recibió su primera oportunidad por el Campeonato Mundial de PWG contra Roderick Strong, pero no tuvo éxito en su intento. El 22 de mayo de 2015, Lee y Andrew Everett ganaron el torneo DDT4 2015, derrotando a los Campeones Mundiales en Parejas de PWG The Beaver Boys (Alex Reynolds y John Silver) en la final para ganar el torneo y también el Campeonato del Equipo de Etiqueta del Mundo PWG. El 26 de junio de 2015, en Mystery Vortex III, Lee y Everett perdieron sus títulos ante The Young Bucks, luego de la interferencia externa del Campeón Mundial de PWG, Roderick Strong. El 24 de julio, en el show de aniversario de Pro Wrestling Guerrilla, Threemendous IV, Trevor Lee derrotó a Tommaso Ciampa a través de Small Package Driver después de un partido contundente. Entró en el torneo de batalla de Los Ángeles de PWG la primera noche, derrotando a Trent ?. La segunda noche se unió a Biff Busick y Andrew Everett para enfrentarse a Mount Rushmore 2.0 (The Young Bucks y Super Dragon) en un combate de seis guerreros de guerra de guerrillas, que perdió su equipo. En la tercera noche perdió en la segunda ronda del torneo contra Marty Scurll.
Más tarde, Lee ingresó a la edición de Battle of Los Angeles 2017, siendo eliminado en la primera ronda por Donovan Dijak. En PWG All Star Weekend 14, Lee fue derrotado por Rey Horus en la noche uno, pero derrotó a Flash Morgan Webster en la noche dos. En Battle of Los Angeles 2018, Lee derrotó a Marko Stunt en la primera ronda, luego a Brody King en la segunda ronda, pero perdió ante Jeff Cobb en las semifinales. El 19 de octubre, en Smokey y Bandido, Lee derrotó a Darby Allin. Lee luchó en Hand of Doom de PWG el 18 de enero de 2019 contra el Campeón Mundial de PWG Jeff Cobb en un esfuerzo por perder. Después del combate, Lee dio un discurso de despedida a la multitud mientras se dirigía a la WWE.

### Circuito independiente (2014-2019)
Lee también luchó por otras compañías independientes, como OMEGA Championship Wrestling, donde el 21 de mayo de 2015, ganó el Campeonato Peso Pesado de OMEGA en un combate de triple amenaza que incluyó a su mentor Matt Hardy. El 27 de febrero de 2016, Lee, mientras luchaba en un evento CWF Mid-Atlantic, derrotó a Roy Wilkins en una hora y cuarenta y cinco minutos (105 minutos) para ganar el Campeonato Peso Pesado de CWF Mid-Atlantic.
En AAW Showdown 2018 de All American Wrestling, Lee derrotó a DJ Z para ganar el AAW Heritage Championship. El 7 de abril de 2018, Lee desafió sin éxito a ACH por el Campeonato de Peso Pesado AAW. El 24 de noviembre de 2018 luchó contra ACH hasta un límite de tiempo de 60 minutos para AAW. DJZ recuperó el Campeonato de la Herencia al vencer a Lee el 8 de diciembre de 2018. Su primer partido de 2019 fue una exitosa defensa de su título CWF Mid-Atlantic Heavyweight contra Cain Justice.

### Total Nonstop Action Wrestling / Impact Wrestling (2015-2019)

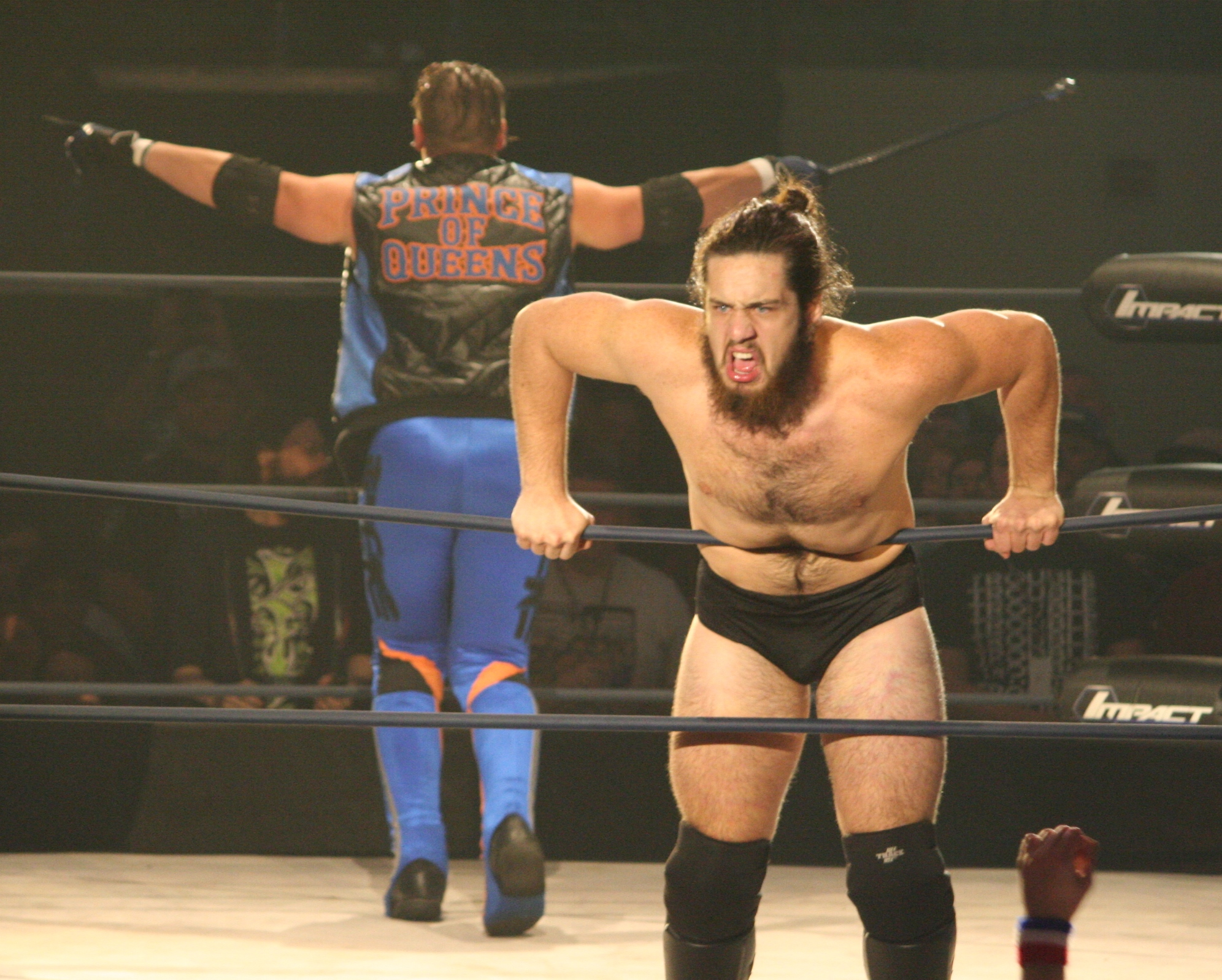
Trevor Lee (derecha) con Brian Myers en octubre del 2015

Lee hizo su debut en Total Nonstop Action Wrestling (TNA) en el episodio del 12 de agosto de 2015 de Impact Wrestling , donde se unió a Brian Myers como parte del Equipo GFW y perdió ante The Wolves. En el episodio del 2 de septiembre de Impact Wrestling, Lee y Myers derrotaron a The Wolves en una revancha para ganar el Campeonato del Mundo por TNA con la ayuda de Sonjay Dutt. La semana siguiente, en el episodio del 9 de septiembre de 2015 de Impact Westling , perdieron el título ante The Wolves. El 4 de octubre, en Bound for Glory., Lee y Myers tuvieron una revancha para el TNA World Tag Team Championship contra The Wolves pero no tuvieron éxito.
Después de una pausa de cuatro meses; el 2 de febrero de 2016, episodio de Impact Wrestling, Lee derrotó a Tigre Uno para ganar el Campeonato de División de TNA X con la ayuda de su nuevo gerente, Gregory Shane Helms. Durante el reinado, logró retener su título contra Tigre Uno en una revancha, Eddie Edwards y DJZ . En abril, Andrew Everett se unió a Lee y Helms, formando la dinastía Helms . En Slammiversary, perdió su título ante Eddie Edwards en un juego de cuatro jugadores que incluía a Everett y DJZ. En el destino x, perdió una partida de escalera para el número 1 de la contienda por el X Division Championship. El 2 de octubre en Bound for Glory, Lee desafió sin éxito a DJZ por el X Division Championship. En el episodio del 2 de febrero de 2017 de Impact Wrestling , derrotó a DJZ para ganar el Campeonato de División de TNA X por segunda vez. La semana siguiente, Everett fue atacado por Lee y Helms, y expulsado de la dinastía Helms. En el episodio del 20 de abril de Impact Wrestling, Lee perdió el Campeonato de la División X con Low Ki en un partido de Six Way que también incluye a Everett, Sonjay Dutt, Dezmond Xavier y Suicide.
En el episodio del 6 de julio de Impact , atacó al nuevo Campeón de la División X, Sonjay Dutt, después de su partido con Caleb Konley, y se robó el Campeonato de la División X, declarándose a sí mismo el nuevo Campeón de la División X. Luego comenzó a "defender" el Campeonato de la División X contra los competidores locales seleccionados e incluso luchó con el título alrededor de su cintura. En el episodio del 17 de agosto de Impact, Dutt retuvo su título ante Trevor Lee luego de la interferencia de devolver a Petey Williams. En el episodio del 14 de septiembre de Impact! Caleb Konley formaría una alianza con Lee, donde lo ayudaría a recuperar el Campeonato de la División X en un partido de Falls Count Anywhere. Lee continuará reclutando al excompañero de la Dinastía Helms Andrew Everett para que se enfrente a Sonjay Dutt, Petey Williams y Matt Sydal en el episodio del 5 de octubre de Impact. En un esfuerzo perdedor. 
En el episodio del 9 de noviembre de 2017 de Impact , Lee perdería el Campeonato de la División X contra Taiji Ishimori. En enero de 2018, Lee y Konley iniciarían una pelea contra The Latin American Xchange, derrotándolos el 11 de enero, ganando así un partido de campeonato que perdieron. En el episodio del 26 de julio de Impact, Lee fue derrotado por Johnny Impact. El 31 de diciembre de 2018, su contrato con Impact Wrestling expiró. Para sacarlo de la televisión, hicieron un ángulo en el que Killer Kross perforó un bloque de hormigón en su cara. Esto se emitió en el episodio del 3 de enero de 2019 de Impact.

### WWE (2019–2024)

#### NXT (2019-2023)
Después de dejar Impact Wrestling, Lee reveló el 12 de enero de 2019 en un programa CWF Mid-Atlantic, que firmó un contrato con WWE. Se hizo oficial el 11 de febrero de 2019 cuando comenzó a trabajar en el WWE Performance Center.  Poco después de comenzar a aparecer en los eventos en vivo de NXT en el área de Florida, hizo su debut en Full Sail University en un partido oscuro antes de las grabaciones de televisión del 1 de mayo en NXT, derrotando a Shane Strickland. Su nombre de bajo  cambió a Cameron Grimes. En junio, se anunció que Grimes competirá en un torneo llamado Torneo Breakout NXT. En la edición del 4 de julio de WWE NXT, Grimes hizo su debut en televisión, derrotando a Isaiah "Swerve" Scott para avanzar en el torneo. La siguiente ronda,el 31 de julio derrota a Bronson Reed. En la final del torneo, el 14 de agosto es derrotado por Jordan Myles. Regresó el 18 de septiembre derrotando a Sean Maluta en 14 segundos y el 25 a Raúl Mendoza en una lucha más pareja. A inicios de octubre se dedicó a darnos indicios de su personaje ambicioso, egocéntrico, algo psicótico y que busca acabar sus luchas en la mayor brevedad con su movimiento Cave in. El 23 de octubre es derrotado por Matt Riddle; pero, el 30 derrota a Tyler Bate con su movimiento final. Regresó el 4 de diciembre siendo derrotado y entrando en un pequeño feudo en contra de KUSHIDA. El 10 atacó a KUSHIDA en el Performance Center. Fue derrotado el 11 por Raúl Mendoza debido a una distracción de KUSHIDA, vengándose de él el 18 derrotándolo.
Comenzó el 2020, el 8 de enero, participó en un Fatal 4 Way versus Dominik Dijakovic, Keith Lee y Damian Priest por el contendiente número uno al NXT North American Championship de Roderick Strong, pero el ganador fue Lee.
El 12 de febrero perdió por rendición ante Johnny Gargano ,al final de la lucha, este le robó el sombrero. El 26 derrotó a Dijakovic debido a que Priest lo atacó, Grimes aprovechando esto.
Iniciando marzo, él retó a Keith Lee por el NXT North American Championship , la lucha se pactó para el 11 y perdió la lucha por el título. El 25 derrotó sin muchas complicaciones a Tony Nese.
Luego de ausentarse todo el mes de abril, reapareció derrotando a Denzel Dejournette en unos cuantos segundos el 6 de mayo con su ''Cave in'' y luego empezó a dar una promo en contra de Finn Bálor hasta que este llegó a encararlo y atacarlo. El 13, él tuvo ,según él, «la victoria más grande en su carrera», ya que derrotó a Bálor porque interfirió a su favor Priest y luego le hizo un ''Cave in'' para llevarse la victoria.
El 3 de junio logró derrotar a Bronson Reed. El 10 fue derrotado por quien le dio la victoria más grande de su carrera, Finn Bálor. Derrotó a Damian Priest , aprovechando que este estaba enyesado por haber recibido un ataque antes el 24.
En NXT: Stand & Deliver, derrotó a Carmelo Hayes, Santos Escobar, Grayson Waller y a Solo Sikoa en un Ladder Match ganando el Campeonato Norteamericano de NXT por primera vez. En NXT Spring Breakin', derrotó a Carmelo Hayes y a Solo Sikoa reteniendo el Campeonato Norteamericano de NXT. En NXT In Your House, fue derrotado por Carmelo Hayes perdiendo el Campeonato Norteamericano de NXT ya que durante el combate, Trick Williams interfirió a favor de Hayes, terminando con un reinado de 56 días. En el NXT 2.0 emitido el 14 de junio, salió a confrontar y a retar a Bron Breakker por el Campeonato de NXT en The Great American Bash, a lo que Breakker aceptó el reto. En NXT The Great American Bash, se enfrentó a Bron Breakker por el Campeonato de NXT, sin embargo perdió.

#### SmackDown (2023-2024)
El 1 de mayo de 2023, como parte del Draft 2023, Grimes fue trasladado a la marca SmackDown. En el episodio del 12 de mayo de SmackDown, hizo su debut en el roster principal, derrotando a Baron Corbin en seis segundos. Después de esto, Grimes solo solía hacer apariciones como jobber, perdiendo rápidamente en luchas ante otras estrellas, como Bron Breakker. El 23 de abril de 2024, Grimes compartió que había sido liberado de su contrato por WWE.

## Campeonatos y logros
- All American Wrestling

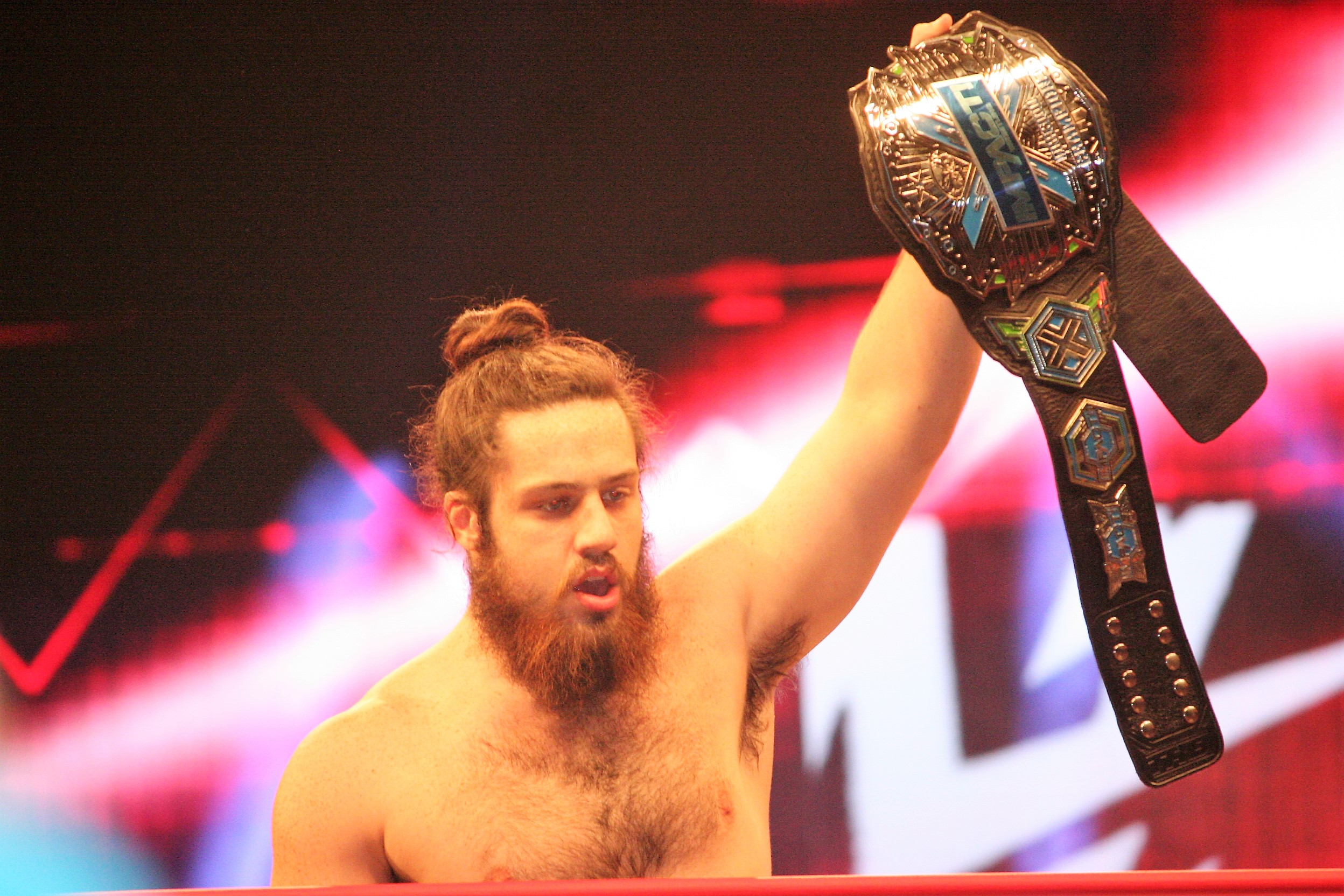
Trevor Lee como Campeón de la División X de Impact en 2017.

  - AAW Tag Team Championship (1 vez) – con Andrew Everett

- Carolina Wrestling Federation Mid-Atlantic
  - CWF Mid-Atlantic Heavyweight Championship (1 vez)
  - CWF Mid-Atlantic Rising Generation League Championship (1 vez)
  - CWF Mid-Atlantic Tag Team Championship (1 vez) – con Chet Sterling
  - CWF Mid-Atlantic Television Championship (1 vez)
  - PWI Ultra J Championship (1 vez)

- OMEGA Championship Wrestling
  - OMEGA Heavyweight Championship (1 vez)

- Pro Wrestling Guerrilla
  - PWG World Tag Team Championship (1 vez) – con Andrew Everett
  - DDT4 (2015) – con Andrew Everett

- Pro Wrestling Illustrated
  - Situado en el Nº60 en los PWI 500 de 2016[21]
  - Situado en el Nº124 en los PWI 500 de 2018

- Total Nonstop Action Wrestling
  - TNA X Division Championship (3 veces)
  - TNA World Tag Team Championship (1 vez) – con Brian Myers
  - Race for the Case (2017 – Blue Case)

- WWE
  - NXT North American Championship (1 vez)
  - Million Dollar Championship (1 vez)
- Pro Wrestling Illustrated
  - Situado en el Nº61 en los PWI 500 de 2016[22]
  - Situado en el Nº62 en los PWI 500 de 2017[23]

## Luchas de apuestas
| Ganador                    | Perdedor                | Lugar            | Evento   | Fecha                  | Notas |
| -------------------------- | ----------------------- | ---------------- | -------- | ---------------------- | ----- |
| Cameron Grimes (cabellera) | Duke Hudson (cabellera) | Orlando, Florida | WarGames | 5 de diciembre de 2021 | .     |